# Людвінув (Радомський повіт)
Людвінув (пол. Ludwinów) — село в Польщі, у гміні Коваля Радомського повіту Мазовецького воєводства.
Населення — 724 особи (2011).
У 1975-1998 роках село належало до Радомського воєводства.

## Демографія
Демографічна структура станом на 31 березня 2011 року:
|          | Загалом | Допрацездатний вік | Працездатний вік | Постпрацездатний вік |
| -------- | ------- | ------------------ | ---------------- | -------------------- |
| Чоловіки | 367     | 103                | 227              | 37                   |
| Жінки    | 357     | 90                 | 208              | 59                   |
| Разом    | 724     | 193                | 435              | 96                   |